# 總督倉場
總督倉場，又称倉場總督、總督倉場侍郎，全称總督倉場戶部侍郎，为明、清兩朝專設的、由戶部官員管理全國糧倉的職位。其官員往往由戶部尚書、戶部侍郎頭銜兼署，故又稱倉場尚書、倉場侍郎等。

## 明朝
洪武初年，明太祖朱元璋在全國設立軍儲倉二十所，并各設官員管理。永樂遷都後，明成祖單獨設置京倉及通州倉等，并以戶部官員進行管理。宣德五年，明宣宗命李昶以戶部尚書銜專督其事，后成為定制。此後，或者以戶部尚書銜、或者以戶部侍郎銜，均不負責戶部事，而專責管理倉場。嘉靖十五年，明世宗又命兼督西苑農事。隆慶初年，罷免兼理西苑之事。萬曆二年，明神宗另撥戶部主事一人陪庫，每日偕與管庫主事收放銀兩，每季終更替。萬曆九年裁革，命本部侍郎分理。萬曆十一年再次恢復。萬曆二十五年，以戶部右侍郎張養蒙督餉遼餉。萬曆四十七年，增設督餉侍郎。天啟五年，又增設督理錢法侍郎。崇禎年間，有督遼餉、寇餉、宣大餉，增設三四人。

## 清朝
清朝設置總督倉場侍郎，分滿、漢各一人，分別駐守通州、新城。掌倉穀委積，北河運務等，有筆帖式四人從屬。其所管轄的糧倉，滿、漢各一人，滿族則由六部、理籓院郎員擔任，漢員由六部郎員內選拔起用。掌管轉運輸倉，及通濟庫出納等。大通橋監督，則有滿、漢各出一人，擔任十一倉監督，掌轉大通陸運等職責。
- 祿米倉，清初創建。
- 南新倉，清初創建。
- 舊太倉，清初創建。
- 富新倉，清初創建。
- 興平倉，清初創建。
- 海運倉，清初創建。
- 北新倉，清初創建。
- 太平倉，清初創建。
- 本裕倉，康熙四十五年建。
- 儲濟倉，雍正六年建。
- 豐益倉，雍正七年建。
- 萬安倉，后廢。
- 裕豐倉，后廢。
- 恩豐倉，乾隆二十六年建，隸屬內府。